# Non/fiction
Non/fiction (Non/fictio№) — российская международная книжная выставка интеллектуальной литературы (англ. International Fair for High-quality fiction and non-fiction), учреждённая в 1999 году. Проводится в ноябре-декабре каждого года в «Гостином дворе» (до 2019 года — в Центральном доме художника) в Москве.

## Описание
Ярмарка интеллектуальной литературы Non/fiction — одна из трёх крупнейших книжных ярмарок Москвы, одна из пяти крупнейших книжных ярмарок России вообще.
В отличие от Московской международной книжной выставки-ярмарки, «люди приходят сюда за теми книгами, которых уже нет в магазинах. Да и цены на книги здесь заметно ниже».
В выставке принимают участие издатели и книгораспространители из России и других стран. Она сопровождается культурной программой, в которую входят встречи с писателями, презентации книг, лекции, семинары.
Во время ярмарки происходит объявление лауреатов и вручение нескольких премий: литературной премии Андрея Белого, французской литературной премии имени Мориса Ваксмахера и Анатоля Леруа-Болье, премии «Человек книги», премии в области общественно-научной литературы «Общественная мысль», литературной премии «НОС», переводческой премии «Мастер», книжной премии «Чеховский дар», издательского конкурса «Искусство книги. Традиции и поиск», конкурса «Лучший книжный магазин Москвы».

## История

### 1999 год
- Официальное название: ярмарка интеллектуальной литературы Non/fictio№ 1.
- Дата проведения: 1999.
- Почётный гость: нет.
- Количество издательских стендов: 40 или 62.
- Количество посетителей: 15 тыс. человек[3][2][4].

### 2000 год
- Официальное название: ярмарка интеллектуальной литературы Non/fictio№ 2.
- Дата проведения: 29 ноября — 3 декабря 2000 года.
- Почётный гость: Франция[5].

### 2001 год
- Официальное название: ярмарка интеллектуальной литературы Non/fictio№ 3.
- Дата проведения: 28 ноября — 2 декабря 2001 года.
- Почётный гость: Германия.
- Количество стран-участниц: 6.
- Количество издательских стендов: 110.
- Количество посетителей: 19 тыс. человек.
- Известные гости: Инго Шульце, Морис Дантек, Фредерик Бегбедер[6].

### 2002 год
- Официальное название: ярмарка интеллектуальной литературы Non/fictio№ 4.
- Дата проведения: 28 ноября — 2 декабря 2002 года.
- Почётный гость: Скандинавия (Норвегия, Финляндия, Швеция).
- Количество стран-участниц: 11.
- Количество издательских стендов: 140.
- Количество посетителей: 25 тыс. человек.
- Известные гости: Эндрю Круми[7].

### 2003 год
- Официальное название: ярмарка интеллектуальной литературы Non/fictio№ 5.
- Дата проведения: 26 ноября — 1 декабря 2003 года.
- Почётный гость: Япония.
- Количество издательских стендов: 156.
- Количество посетителей: 29 тыс. человек.
- Известные гости: Эмманюэль Каррер[8].

### 2004 год
- Официальное название: ярмарка интеллектуальной литературы Non/fictio№ 6.
- Дата проведения: 1 декабря — 5 декабря 2004 года.
- Почётный гость: Венгрия.
- Количество стран-участниц: 12.
- Количество издательских стендов: 174 (иностранных — 17).
- Количество посетителей: 27 тыс. человек.
- Известные гости: Фредерик Бегбедер, Эрланд Лу[9].
- Комментарий: «из камерного, если не сказать маргинального, мероприятия, у которого, казалось, весьма расплывчатые перспективы, Non/fiction превратилась в наиболее престижный отечественный книжный форум», — газета «Известия»[10].

### 2005 год
- Официальное название: ярмарка интеллектуальной литературы Non/fictio№ 7.
- Дата проведения: 30 ноября — 4 декабря 2005 года.
- Почётный гость: Польша.
- Количество стран-участниц: 13.
- Количество издательских стендов: 224 (иностранных — 41).
- Количество посетителей: 29,5 тыс. человек.
- Известные гости: Эрик-Эммануэль Шмитт, Тур Буманн-Ларсен, Торвальд Стен[11].
- Комментарий: в это время в ЦДХ также проводилась ярмарка «Книжная антикварная»[12].

### 2006 год
- Официальное название: ярмарка интеллектуальной литературы Non/fictio№ 8.
- Дата проведения: 29 ноября — 3 декабря 2006 года.
- Почётный гость: Израиль.
- Количество издательских стендов: 250.
- Количество посетителей: 30,5 тыс. человек.
- Известные гости: Том Стоппард, Чингиз Айтматов, Юстейн Гордер, Хербьёрг Вассму, Рой Якобсен[13][14].

### 2007 год
- Официальное название: ярмарка интеллектуальной литературы Non/fictio№ 9.
- Дата проведения: 28 ноября — 2 декабря 2007 года.
- Количество стран-участниц: 21.
- Количество издательских стендов: 260.
- Количество посетителей: 20,3 тыс. человек.
- Известные гости: Давид Гроссман[15].

### 2008 год
- Официальное название: ярмарка интеллектуальной литературы Non/fictio№ 10.
- Дата проведения: 26—30 ноября 2008 года.
- Почётный гость: Финляндия.
- Количество стран-участниц: 22.
- Количество издательских стендов: 340.
- Количество посетителей: 27 тыс. человек.
- Известные гости: Свен Линдквист, Катрин Милле, Ник Харкуэй[16][2][17][18].

### 2009 год
- Официальное название: ярмарка интеллектуальной литературы Non/fictio№ 11.
- Дата проведения: 2—6 декабря 2009 года.
- Почётный гость: Чешская республика.
- Количество стран-участниц: 19.
- Количество издательских стендов: 283 (из Чехии — 20).
- Количество посетителей: 29 тыс. человек.
- Известные гости: Мартин Рышавы[19][20].

### 2010 год
- Официальное название: ярмарка интеллектуальной литературы Non/fictio№ 12.
- Дата проведения: 1—5 декабря 2010 года.
- Почётный гость: Франция.
- Количество стран-участниц: 16 или 18.
- Количество издательских стендов: 280 или 282.
- Количество посетителей: 25 тыс. человек или 32 тыс. человек (рекорд посещаемости — одновременно 8533 человек).
- Известные гости: Жан-Кристоф Гранже[21][22].
- Комментарий: «популярный форум „умной“ литературы за последние годы превратился в известный бренд», — advertology.ru[23].

### 2011 год
- Официальное название: ярмарка интеллектуальной литературы Non/fictio№ 13.
- Дата проведения: 30 ноября — 4 декабря 2011 года.
- Почётный гость: Испания.
- Количество стран-участниц: 17 или 20.
- Количество издательских стендов: 290 ил 325.
- Количество посетителей: 34 тыс. человек или 35 тыс. человек.
- Известные гости: Умберто Эко[24][25].
- Комментарий: «едва ли не самая успешная [ярмарка] за всю свою историю», — журнал «Эксперт»[26]; «изнанкой роста популярности, увы, стало падание общего „интеллектуального градуса“ non/fiction», — газета «НГ-Экслибрис»[27].

### 2012 год
- Официальное название: ярмарка интеллектуальной литературы Non/fictio№ 14.
- Дата проведения: 28 ноября — 2 декабря 2011 года.
- Почётный гость: Германия.
- Количество стран-участниц: 18.
- Количество издательских стендов: 340.
- Количество посетителей: 31 тыс. человек[28].

### 2013 год
- Официальное название: ярмарка интеллектуальной литературы Non/fictio№ 15.
- Дата проведения: 27 ноября — 1 декабря 2013 года.
- Почётный гость: Швейцария, Нидерланды.
- Количество стран-участниц: 16.
- Количество издательских стендов: 290.
- Количество посетителей: 29 тыс. человек[29].

### 2014 год
- Официальное название: ярмарка интеллектуальной литературы Non/fictio№ 16.
- Дата проведения: 26—30 ноября 2014 года.
- Почётный гость: «Немецкий язык и литература» (Германия, Австрия, Швейцария).
- Количество стран-участниц: 13 или 14.
- Количество издательских стендов: 281 или 300.
- Количество посетителей: 35 тыс. человек[30].
- Комментарий: ярмарка была посвящена памяти социолога и переводчика Бориса Дубина[31].

### 2015 год
- Официальное название: ярмарка интеллектуальной литературы Non/fictio№ 17.
- Дата проведения: 25—29 ноября 2015 года.
- Почётный гость: «Испанский язык и испаноязычная литература» (Испания, Латинская Америка).
- Количество стран-участниц: 14.
- Количество издательских стендов: 281.
- Количество посетителей: 35 тыс. человек[32].

### 2016 год
- Официальное название: ярмарка интеллектуальной литературы Non/fictio№ 18.
- Дата проведения: 30 ноября — 4 декабря 2016 года.
- Почётный гость: Великобритания.
- Количество стран-участниц: 20.
- Количество издательских стендов: 294.
- Известные гости: Идо Нетаньяху[33][34].

### 2017 год
- Официальное название: ярмарка интеллектуальной литературы Non/fictio№ 19.
- Дата проведения: 29 ноября — 3 декабря 2017 года.
- Почётный гость: нет.
- Количество стран-участниц: 25.
- Количество издательских стендов: 300[35].

### 2018 год
- Официальное название: ярмарка интеллектуальной литературы Non/fictio№ 20.
- Дата проведения: 28 ноября — 2 декабря 2018 года.
- Количество стран-участниц: 24.
- Почётный гость: Италия.
- Количество издательских стендов: 300[36].

### 2019 год
- Официальное название: ярмарка интеллектуальной литературы Non/fictio№ 21.
- Дата проведения: 5—9 декабря 2019 года.
- Количество стран-участниц: 29.
- Почётный гость: Израиль.
- Количество издательских стендов: 330 (иностранных — 100).
- Комментарий: ярмарка впервые проходила в торгово-выставочном комплексе «Гостиный Двор»[4].

### 2020 год
- В 2020 году ярмарка не проводилась в традиционном формате из-за эпидемии КОВИД-19.
- Вместо этого состоялись три дня non/fictio№/weekend/online — 5, 6 и 12 декабря 2020 года.
- В онлайн-программе приняли участие, в частности, Евгений Водолазкин, Людмила Улицкая, Леонид Юзефович, Стивен Пинкер, Карл Циммер, Никлас Натт-о-Даг, Ю Несбё и другие российские и зарубежные писатели, публицисты и ученые.

### 2021 год
В этом году прошли сразу две ярмарки — в марте и в декабре.
Март:
- Официальное название: ярмарка интеллектуальной литературы non/fictio№ 22.
- Дата проведения: 24—28 марта 2021 года.
- Количество стран-участниц: 9.
- Количество участников: 273.
- Комментарий: эта ярмарка должна была проходить в декабре 2020 года, но была перенесена на март 2021-го из-за усиления пандемии коронавируса.

Декабрь:
- Официальное название: ярмарка интеллектуальной литературы non/fictio№ 23.
- Дата проведения: 02—06 декабря 2021 года.
- Количество стран-участниц: 18.
- Количество участников: 315.
- Специальный гость — Германия.

### 2022 год
Ярмарка интеллектуальной литературы non/fictio№ 24 прошла с 1 по 5 декабря в Гостином Дворе (Москва, ул. Ильинка, д. 4), установив рекорд посещаемости за всю историю проекта — 43315 человек.

### 2023 год
Ярмарка non/fictioNвесна прошла с 6 по 9 апреля 2023 года в Гостином Дворе (Москва, ул. Ильинка, д. 4). В выставке участвовали около 300 издательств, в том числе 48 независимых интеллектуальных издательств.
Ярмарка non/fictio№25 прошла с 30 ноября по 03 декабря 2023 года в Гостином Дворе (Москва, ул. Ильинка, д. 4).